# Sopyonje
Sopyonje (en hangul, 서편제; en hanja, 西便制; romanización revisada, Seopyeonje; McCune-Reischauer, Sǒpyǒnje) es una película surcoreana dirigida por Im Kwon-taek en 1993. La película cuenta la historia de una familia coreana de cantantes tradicionales de pansori, quienes tratan de adaptarse a la vida en el mundo moderno. Al principio, se esperaba que la película solo atrajera un interés limitado y por lo mismo sólo fue exhibida en una pantalla de Seúl. En el apogeo de su popularidad, sólo fue exhibida en tres pantallas simultáneamente en toda la ciudad de más de 10 millones de habitantes. Sin embargo terminó rompiendo récords de recaudación en taquillas y se convirtió en la primera película coreana en atraer más de un millón de espectadores solamente en Seúl. Cuando fue lanzada, el éxito de Sopyonje además incrementó el interés en el pansori entre las audiencias modernas. La película fue aclamada por los críticos, tanto en Corea del Sur como en el extranjero, incluso siendo exhibida en el Festival de Cannes y ganando seis premios Grand Bell Awards y seis premios de críticos coreanos.
Im Kwon-taek además utilizó el pansori como una herramienta narrativa en sus últimas películas: Chunhyang (2000), basada en la popular historia coreana Chunhyangga, y Beyond the Years (2007), una secuela informal de Sopyonje.